# Jardinot (association)
Jardinot est une association de jardiniers regroupant des jardins collectifs et familiaux et des jardins individuels en France.

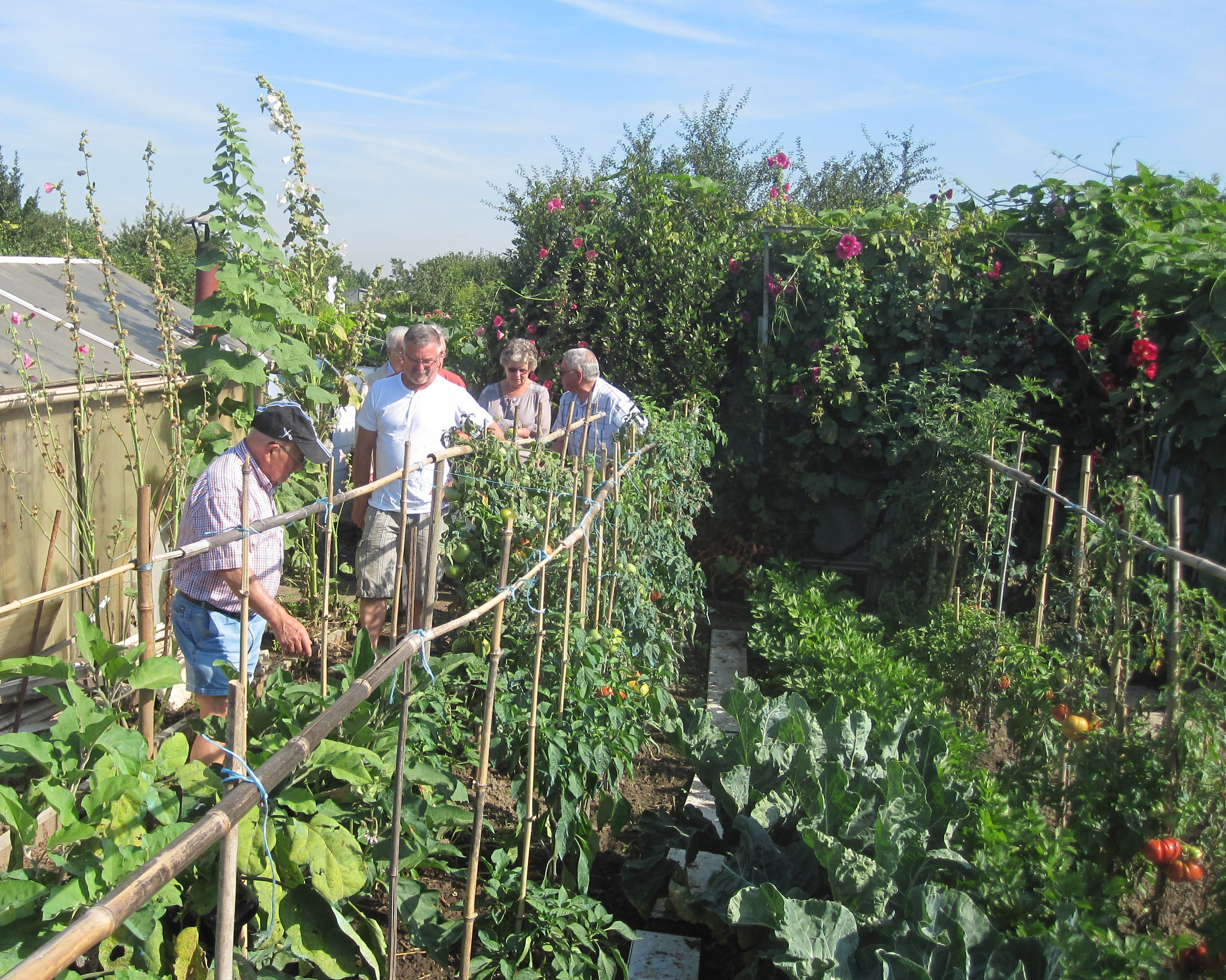
Visite de jardin collectif à Villeneuve St Georges pour le concours national des jardins potagers

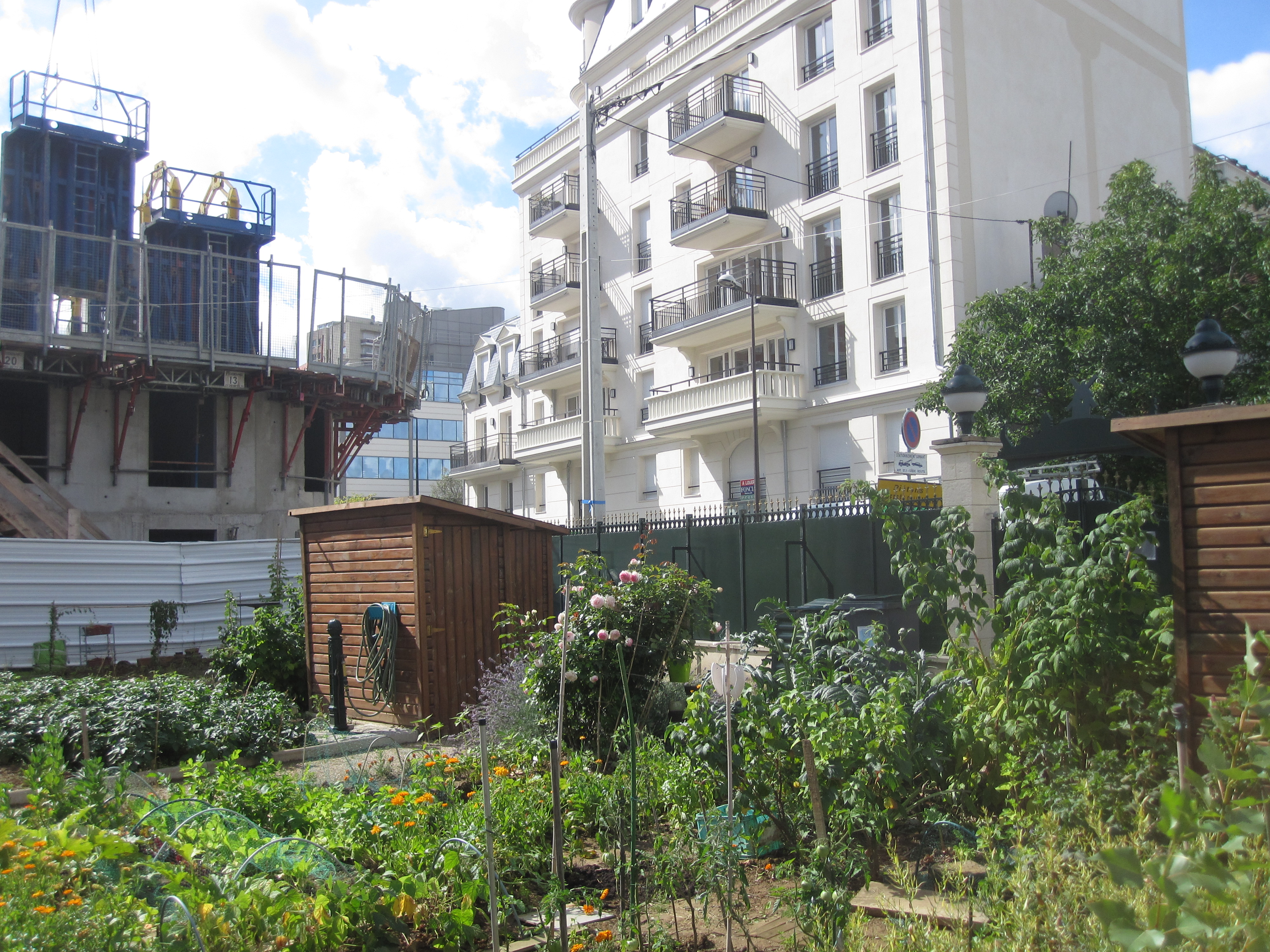
Jardin potager en ville

## Historique
Créé en 1942, Le Jardin du Cheminot d’abord réservé aux employés de la SNCF, s’est ouvert en 2005 à toute personne souhaitant participer aux activités proposées par l’association et s’appelle désormais Jardinot.
Jardinot est adhérent à la Société nationale d’horticulture de France. Il est membre fondateur du Conseil national des jardins collectifs et familiaux. Il est signataire de l’accord-cadre relatif à l’usage des pesticides par les jardiniers amateurs passé avec le  ministère de la Transition écologique et solidaire (MTES), et le ministère de l’alimentation de l’agriculture et de la pêche[réf. nécessaire].

## Missions
L'association se donne pour buts de transmettre à ses adhérents le goût de la nature, le respect de l’environnement, le sens de l’amitié, de la solidarité en encourageant toutes les formes de jardinage.
Jardinot a pour objectifs principaux :
- La promotion du jardinage écoresponsable sous toutes ses formes : jardin individuel, centre de jardins familiaux, agrément, balcon, terrasse, appartement.
- La création et la gestion de 80 centres de jardins familiaux et collectifs.

L’association Jardinot engage l’opération Jardinot d’Or qui vise à distinguer, certifier et récompenser les centres de jardins familiaux, qui respectent au mieux la Charte du Jardinage écoresponsable et, en particulier, la réduction de l’usage des pesticides. Cette action s'inscrit dans le cadre du plan Ecophyto.

## Motivations et intérêt économique
Pour avoir des explications détaillées, voir Jardins familiaux#Motivations et intérêt économique.

## Fonctionnement
Près de 3 000 bénévoles dans 23 comités régionaux et 5 inter-régions animent près 38 000  adhérents répartis dans différentes régions de France,,,,.
Un magazine bimestriel La vie du Jardin et des Jardiniers est diffusé aux abonnés pour présenter le « Jardinage écoresponsable »,.
Des fiches de conseils techniques sur les différents aspects pratiques du jardinage sont régulièrement éditées et largement diffusées.